# L'Homme européen
L'Homme européen est un essai coécrit par l'écrivain franco-espagnol Jorge Semprún et l'ancien premier ministre français Dominique de Villepin, publié le 12 janvier 2005 aux éditions Perrin.

## Présentation et contenu

L'emblème européen.

Pourquoi un écrivain franco-espagnol et un ancien premier ministre français, l'un militant républicain, ex-communiste  et l'autre fervent gaulliste, ont-ils voulu ce projet commun pour défendre le même rêve européen ?
À priori donc, rien ne les rapproche, deux hommes de générations différentes, ni les chemins qu'ils ont suivis au cours de leur histoire personnelle, ni les images et les mémoires qu'ils véhiculent, ni leur parcours politique, et pourtant ils ressentent quelque chose de commun qui leur fait penser qu'ils  ont sur l'Europe des idées similaires de paix et de démocratie. Dans les neuf chapitres qu'ils consacrent à la construction européenne, Dominique de Villepin et Jorge Semprun confrontent leurs accords et leurs divergences pour aboutir à un projet commun.
Pour cela, ils partent de l'Histoire, de ces peuples européens qui se sont déchirés si longtemps et arrivent en ce début du XXIe siècle à ce constat que les frontières sont dépassées et que ce qui les sépare devient moins important que ce qui les rapproche. Ce mouvement n'est pas si récent qu'il paraît et, depuis le XVIe siècle, des hommes ont commencé à en prendre conscience. Au siècle suivant, certains lancent même un Nous, les Européens.
Jorge Semprun et Dominique de Villepin ont tenté dans leur essai de suivre les conséquences de cette phrase révolutionnaire à son époque. Cet ouvrage analyse, sur quelque cinq siècles, les rêves et les craintes des Européens, dissèque les pulsions, les causes rationnelles et irrationnelles qui les conduisent à se faire la guerre.
Pour eux, c'est un pari sur l'avenir, se dire qu'il faut ouvrir les yeux, se grouper pour tirer le meilleur parti de la mondialisation, pour défendre devant le monde un idéal humaniste pour le monde de demain tel qu'il se façonne en ce début de XXIe siècle. Il semble bien qu'aujourd'hui comme hier, l'Europe reste une idée neuve.